# Chi Tỳ bà
Chi Tì bà (danh pháp khoa học: Eriobotrya) là một chi của khoảng 10-17 loài cây bụi thường xanh lớn hay cây gỗ nhỏ, thuộc họ Rosaceae, bản địa của khu vực Đông Á và Đông Nam Á.
Loài được biết đến nhiều nhất là nhót tây (E. japonica), còn gọi là tì bà hay lô quất, được trồng để lấy quả ăn được.
Các loài tì bà bị ấu trùng của một số loài cánh vẩy (Lepidoptera) phá hại, như Hypercompe hambletoni.

## Các loài
- Eriobotrya acuminatissima: Tì bà lá nhọn
- Eriobotrya bengalensis: Tì bà Nam Á
- Eriobotrya cavaleriei (đồng nghĩa: Eriobotrya grandiflora): Tì bà hoa lớn
- Eriobotrya deflexa: Tì bà Đài Loan
- Eriobotrya elliptica: Tì bà lá trứng
- Eriobotrya fragrans: Tì bà hoa thơm
- Eriobotrya henryi: Tì bà lá hẹp
- Eriobotrya japonica: Tì bà, lô quất, nhót tây
- Eriobotrya luzoniensis: Tì bà Luzon
- Eriobotrya malipoensis: Tì bà Ma Lật Pha
- Eriobotrya oblonga
- Eriobotrya obovata: Tì bà lá trứng ngược
- Eriobotrya prinoides: Tì bà lá sồi
- Eriobotrya salwinensis: Tì bà Nộ Giang
- Eriobotrya seguinii: Tì bà lá nhỏ
- Eriobotrya serrata: Tì bà lá răng cưa
- Eriobotrya tengyuehensis: Tì bà Đằng Việt

## Hình ảnh

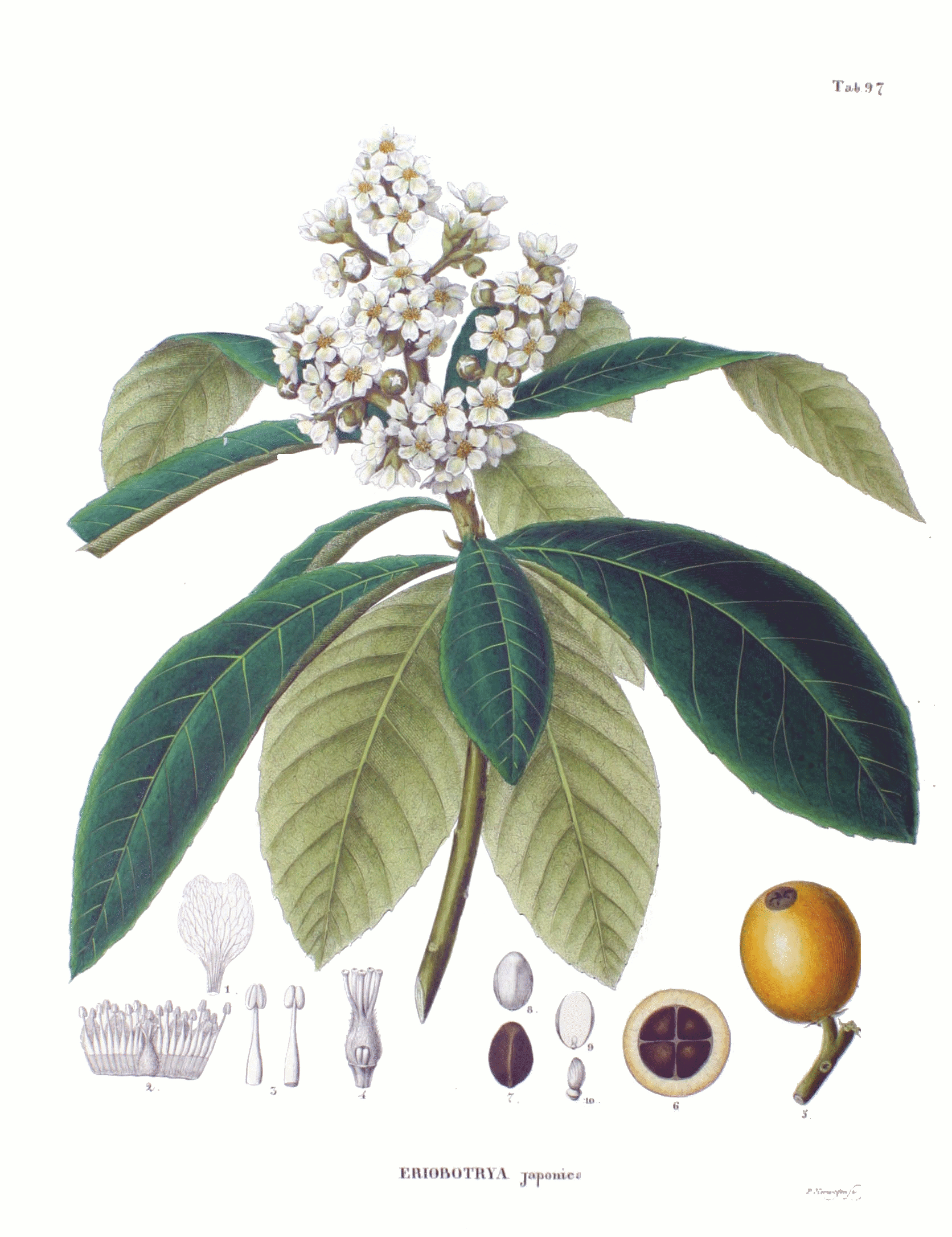
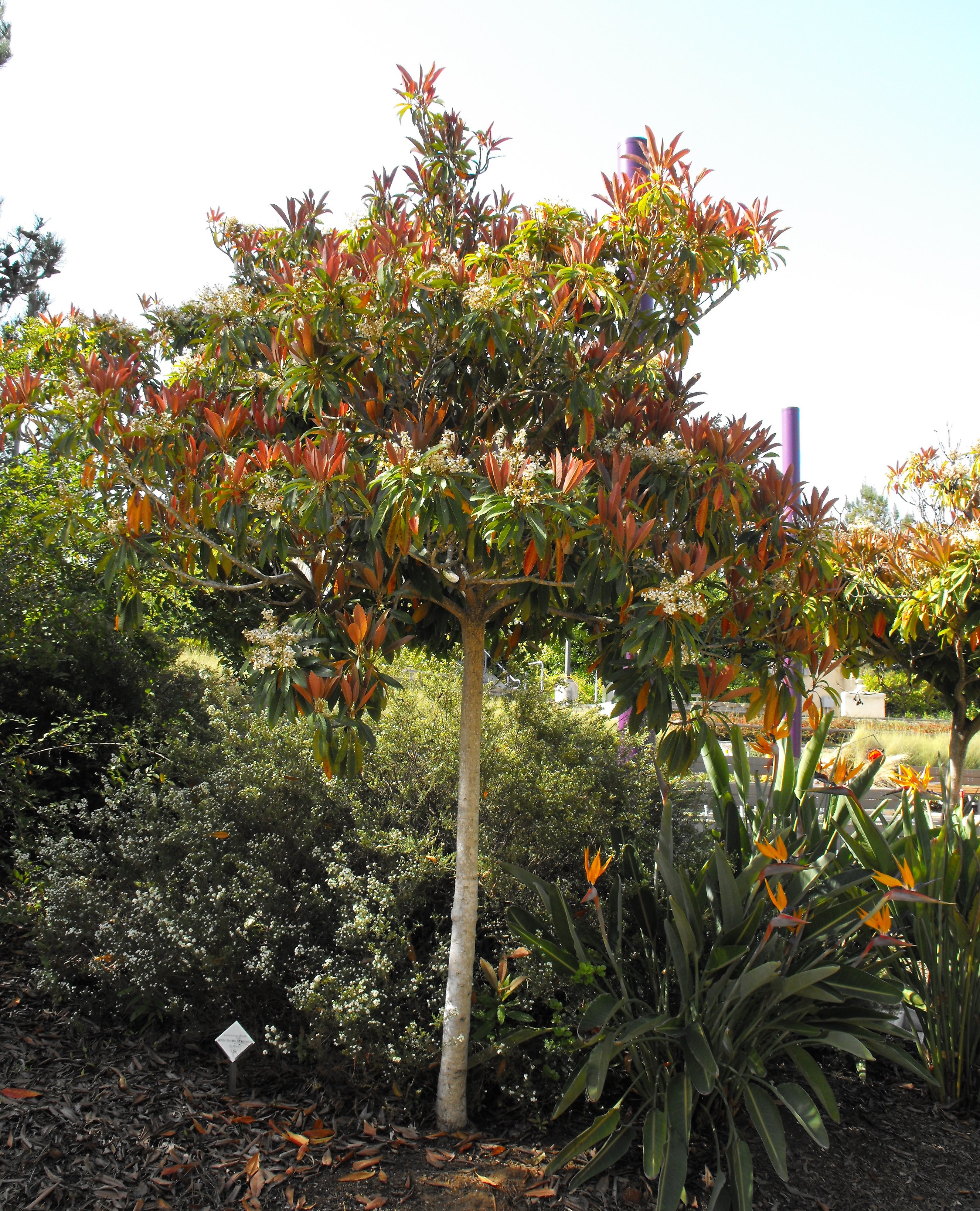
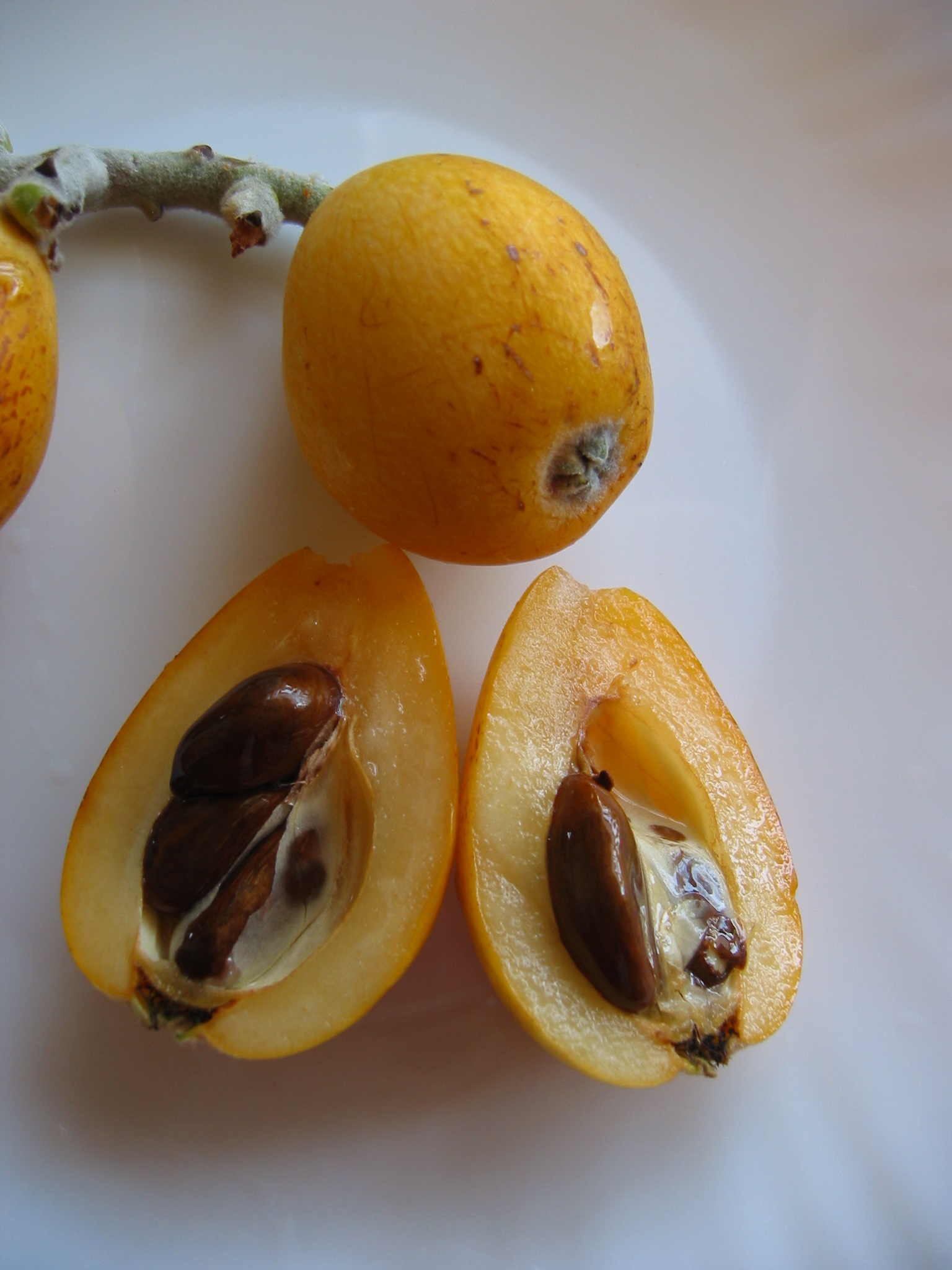